# Travenhorst
Travenhorst er en by og en kommune i det nordlige Tyskland, beliggende i Amt Trave-Land under Kreis Segeberg. Kreis Segeberg ligger i den sydøstlige del af delstaten Slesvig-Holsten.

## Geografi
Travenhorst ligger omkring 13 km nordøst for Bad Segeberg. Mod syd går Bundesstraße B 432 fra Bad Segeberg mod Scharbeutz.
Godset Travenort (senere omdøbt til Gut Kamp) ligger på en landtunge ved floden Trave. På godset er der ferielejligheder, og der avles heste af den gamle race Slesvigsk Koldblod.